# Йохан фон Долендорф-Кроненбург
Йохан фон Долендорф-Кроненбург (на немски: Johann von Dollendorf, Herr zu Kronenburg & Dollendorf; * пр. 1302; † 1322/1325/ сл. 26 октомври 1327) е благородник, господар на Долендорф, днес част от Бланкенхайм и на замък Кроненбург, днес в Далем в Айфел и рицар.

## Произход
Той е син на Герлах II фон Долендорф († 1310) и първата му съпруга графиня Аделхайд фон Куик-Арнсберг († сл. 1281), дъщеря на граф Готфрид III фон Арнсберг († 1284/1287) и втората му съпруга графиня Аделхайд фон Близкастел († 1272). Баща му Герлах II фон Долендорф се жени втори път ок. 1285 г. за графиня Рихардис Луф фон Клеве († сл. 1326), дъщеря на граф Дитрих Луф фон Клеве-Саарбрюкен († 1277) и Елизабет († 1275).
Фамилията му живее до средата на 15 век в замък Долендорф, днес част от Бланкенхайм. Правнучката на Йохан фон Долендорф-Кроненбург Катарина фон Долендорф († сл. 1454) е наследничка на Долендорф, омъжена пр. 20 юни 1429 г. за Годарт I фон Бранденбург, господар на Майзенбург, Бранденбург и Долендорф († сл. 23 юли 1457).

## Фамилия
Йохан фон Долендорф-Кроненбург се жени ок. 1303 г. за Луция фон дер Нойербург (* ок. 1284; † сл. 1327), наследничка на Нойербург и Еш, дъщеря на граф Фридрих III фон дер Нойербург († сл. 1330) и Елизабет († сл. 1326). Те имат децата:
- Фридрих I фон Долендорф-Кроненбург († 1342), господар на Кроненбург, Нойербург и Гладбах, женен I. за Амиé де Хой († сл. 1300), II. сл. 1300 г. за Мехтилд фон Вианден († сл. 1339); баща на Фридрих II фон Кроненберг († 1357)
- Герлах III/IV фон Долендорф († 1334), господар на Долендорф, женен I. за Филипа фон Бланкенхайм, II. за Хедвиг фон Керпен († сл.1338); баща на Фридрих III фон Долендорф († 1345/1364) и Дитрих I фон Долендорф († сл. 1345)
- Конрад († сл. 1325), свещеник в Долендорф
- Готфрид († сл. 1342), господар на Берг и Вилц, женен за Катарина фон Майзенбург († сл. 1357)

Йохан фон Долендорф-Кроненбург има две незаконни дъщери:
- Мария фон Долендорф († сл. 1364), омъжена I. пр. 1317 г. за Герхард II фон Грайфенщайн († сл. 1317), II. сл. 1323/пр. 1337 г. за граф Готфрид II фон Зайн-Хомбург-Фалендер († 1354)
- Бертрадис фон Долендорф